# Agylla flavipennis
Agylla flavipennis är en fjärilsart som beskrevs av Inoue och Maenami 1963. Agylla flavipennis ingår i släktet Agylla och familjen björnspinnare. Inga underarter finns listade i Catalogue of Life.